# Laraesima albosignata
Laraesima albosignata es una especie de escarabajo longicornio perteneciente a la tribu Compsosomatini, de la subfamilia Lamiinae, orden Coleoptera.
Mide 9 mm de longitud. En la Biologia Centrali-Americana se encuentra un ejemplar de la especie, también en el museo de Historia Natural, en Reino Unido.

## Taxonomía
Se atribuye su descripción al naturalista británico Henry Walter Bates, quien la citó por primera vez en 1885. La especie aparece registrada en la sección Supplement to Longicornia de Biologia Centrali–Americana, 5: 249–436, p. XVII–XXIV, publicada en 1885 por Bates Henry Walter.

## Distribución
Se distribuye por América Central, específicamente en Guatemala.